# FreeHAL
FreeHAL est un logiciel de robot parlant, capable d'apprentissage, basé sur la plateforme de calcul partagé BOINC. Le projet est actuellement à l'arrêt, mais toujours disponible sur GitHub.

## Désignation
Tout d´abord, il fut nommé JEliza avec l'accord du simulateur de paroles ELIZA de Joseph Weizenbaum.
Le J se trouvait là pour la langue de programmation dans laquelle il fut tout d'abord conçu (Java). Début mai 2008 il fut débaptisé de JEliza en FreeHAL ; ce nom ne correspondait plus. Ce nouveau nom est une référence à l'ordinateur HAL du vaisseau spatial Discovery du film 2001, l'Odyssée de l'espace.

## Mode de fonctionnement
FreeHAL utilise un champ sémantique et travaille en collaboration avec la reconnaissance vocale et une banque
de données de mots et de modèles de Markov caché et tente d´imiter le plus possible la voix humaine.
FreeHAL fonctionne par le clavier et sa banque de données. Il soutient la langue anglaise et allemande alors que jusqu'à 
présent elle n´existait qu´en allemand.

## FreeHAL@home
En collaboration avec BOINC peuvent être créés de nouveaux réseaux sémantiques.

## Distinctions
En 2008, il emporta le premier prix de la catégorie la plus populaire dans le challenge international de Chatterbox, un
concours annuel entre ces programmes.

## Réception
Dans le journal com! (éditions d´avril et de mai 2008), il fut représenté comme JEliza et compta comme le
programme top du mois.
Dans le Linux Magazine (édition 97 de décembre 2008), il fut également traité.